# Сражение при Трипштадте
Сражение при Трипштадте (нем. Trippstadt) было одной из операций французских Рейнской и Мозельской армий летом 1794 года во время войны Первой коалиции. Бои между французскими республиканскими войсками и армиями Пруссии и Австрии происходили в течение нескольких дней (с 12 по 17 июля) в низовьях Вогезов к западу от реки Рейн. Бои велись на широком фронте и включали действия около Кайзерслаутерна, Трипштадта, Шенцеля и Нойштадта, а также на берегах реки Шпейербах.

## Перед сражением
После майского боя при Кайзерслаутерне Рейнская армия оставалась на оборонительной позиции. Прусский фельдмаршал Мёллендорф, хотя и превосходил французов, но оставался в бездеятельности. Его многочисленные дивизии располагались лагерями в труднодоступных горах растянутым кордоном, изолированно и без контакта друг с другом. Две армии, союзническая и французская, решили, во-первых, использовать более осторожную тактику, во-вторых, действовать только по необходимости, и провели, таким образом, на обсервационных позициях часть мая и весь июнь.
Чтобы прикрыть главные силы пруссаков, располагавшиеся при Кайзерслаутерне, и для прикрытия сообщений с корпусом Гогенлоэ стоявшего на Шанцеле, генералы Курбьер и Клейст были расположены: первый с 11 батальонами и 10 эскадронами при Трипштадте, второй с 7 батальонами при Йоханнискройце. В то же время Мёллендорф выдвинул генералов Калькройта и Рюхеля в Мартигсхёхе и Кесхофен для защиты дорог, ведущих из Цвейбрюккена и Хомбурга в Кайзерслаутерн. Позиции были укреплены шанцами, но слабо заполнены войсками.  Генерал Фосс защищал Шанцель с тремя батальонами гренадеров и образовывал первый пост на правом фланге Гогенлоэ; второй отряд удерживал Заукопф. Йоханнискройц и Занде охранялись бригадой левого фланга армии Мёллендорфа. Главные силы этой армии занимали высоты Плацберг и Трипштадт.
Учитывая этот застой, летом 1794 года, французским армиям было приказано атаковать армии коалиции, чтобы помешать австрийцам отправить подкрепление на критический северный фронт в Австрийских Нидерландах. 17 июня 1794 года генерал Клод Мишо провел военный совет с командирами Рейнской армии, чтобы обсудить планы наступления. Присутствовали также генералы Рене Моро и Амбер из Мозельской армии, так как ожидавшаяся операция должна была стать совместным наступлением обеих французских армий. Последовали разногласия относительно наилучшего наступательного удара, и совет в конечном итоге решил попробовать план, предложенный генералом Дезе: атаковать кавалерией на левый фланг противника через пойму Рейна. 
В начале июля десять тысяч солдат, откомандированных из Мозельской армии, прибыли в Рейнскую армию генерала Клода Мишо. 2 июля Мишо начал согласованное наступление. Крайний правый фланг Дезе успешно отбросил левое крыло коалиционных сил в боях у Швегенхайма, Фраймерсхайма и Эдесхайма.  Однако на других фронтах в боях под Трипштадтом, Гейзельбергом и Кёшофеном французские армии были остановлены, а затем отбиты контратаками, в результате которых было убито около 1000 человек. Это привело к тому, что дивизия Дезе оказалась в изоляции, атакованная бригадами Блюхера, Вольфрадта и герцога Баденского, В конце концов, Дезе отошел, и не произошло существенных изменений в позициях, которые французские армии занимали в начале военных действий.
На следующем военном совете Клодом Мишо были составлены новые планы наступления на линии коалиции, простирающиеся от Кайзерслаутерна в горах, на юг до Трипштадта, до поймы Рейна в Нойштадте и вдоль реки Шпейербах. В этом наступлении кавалерию решили использовать вначале только для сдерживания противника перед французскими армиями, в то время как пехотные части обеих армий должны были атаковать в горах.

## Ход сражения
12 июля все три дивизии Мозельской армии начали наступление. Не левом фланге колонна генерала Рено двинулись на высоты у Банна, выделив направо отряд из 3000 солдат генерала Перимона для связи с дивизией Тапонье. Пруссаки отступили к Кайзерслаутерну перед колонной генерала Рено. Три батальона из дивизии Тапонье были отправлены направо на Леймен, в то время как сама колонна, встретив на своем левом фланге противника на высотах у Гермерсберга, несмотря на сильный артобстел и три кавалерийские контратаки, выбила его с этих высот и к ночи достигла высот у Гейзельберга и Шмаленберга.
13 июля Рене Моро двинул свою армию на позиции пруссаков у Трипштадта. Она была поддержана крайней левой бригадой Рейнской армии под командой Сибо. Позиция у Трипштадта была окружена сильными редутами с установленными на них батареями. Пруссаки, чтобы увеличить препятствия, окружили себя засеками, а многочисленная кавалерия, 10 эскадронов, должна была помочь обороне. Левый фланг, расположенный в деревне Нойхоф, прикрывался несколькими батальонами. Тапонье решил атаковать оба фланга. Он разделил свои войска на три колонны: левая – 6 батальонов и 8 эскадронов, правая – 4 батальона, колонна центра должна была сковывать фронтальной атакой противника. 
Левая колонна генерала Мальи встретила упорное сопротивление со стороны Курбьера. Прусская кавалерия произвела несколько удачных контратак и к вечеру заставила французские войска отступить с потерями. Ночью на 14 июля Курьбер оставил позиции без давления со стороны французов и отступил. Утром французы заняли Трипштадт.
Правая колонна генерала Аргу, вышедшая из Леймена, частично должна была атаковать Кубриера у Нойхофа, частично – Клейста у Йоханнискройца. Она вначале не смогла проникнуть до Нойхофа, но потом, после отхода справа отряда Клейста, атакованного Сибо у Занда и Заукопфа, захватила передовые редуты. Ночью Клейст оставил все занимаемые им у Йоханнискройца горные посты и также отступил.
Главные силы Рейнской армии под командованием Дегранжа, Сиске и Сен-Сира должны были атаковать Плаценберг и Эденкобен, комбинируя операцию с действиями Тапонье. 13 июля на крайнем левом фланге Рейнской армии Дегранж, посланный на Кессельберг, несмотря на несколько атак на этот пост, не смог его захватить. Сиске потерял полдня на захват поста у Штайна. 
В шесть часов утра 13 июля Сен-Сир со своей дивизией вышел из деревни Вальсхайм и занял Эдесхайм, отбив артогнем контратаку прусской кавалерии Блюхера. После этого занялся возведением четырех мостов через реку за Эдесхаймом. К полудню, узнав об утренней неудаче Дегранжа и Сиске в атаке на Плаценберг, он отправил через Рамберг полубригаду во главе с Газаном им на помощь.
Плацберг являлся наиболее значительной высотой герцогства Цвейбрюккенского. Пруссаки, которые ее занимали, возвели укрепления по всем правилам военного искусства. Однако во второй половине дня французские солдаты Сиске слева и Газана – справа – под артиллерийским огнем взобрались на трудные склоны Плацберга и достигли вершины. После кровавого боя прусские войска были вынуждены уступить, бросив девять орудий, зарядные ящики, лошадей и большое количество раненых и убитых. Среди этих последних был генерал Пфау, который командовал этой позицией. Только майор Борк, защищавший на этой позиции Кессельберг с батальоном и тремя ротами егерей, обойденный через долину Модебах бригадой Жирара и окруженный французскими войсками, пробился в штыковой атаке и смог уйти, пожертвовав приблизительно третьей частью своих солдат.
Гогенлоэ в ночь с 13 на 14 покинул свою эденкобенскую позицию и, попытавшись задержаться на кирвайлерской позиции, был на ней атакован дивизией Сен-Сира, но не принял боя и отступил на левый берег Шпейербаха. Обстрелянный сильной австрийской артиллерией, Сен-Сир не решился атаковать Нойштадт.
14 июля Дезе, занимавший Фраймерсхайм на крайнем правом фланге французов, заметив отступление австрийцев, начал наступать на Шпейер, Ганхофен и Дуденхофен, которые занял к вечеру. 15-го утром его авангард подошел к Шиферштадту и обстрелял его из артиллерии.
Генерал Мишо планировал продолжить сражение и атаковать пруссаков у Кайзерслаутерна 16 июля, но Мёллендорф, после поражения на горных постах, оставил свою главную позицию при этом городе и отступил за Пфрим, где сосредоточилась вся прусская армия. Гогенлоэ отступил к Франкенталю на Рейне. Гогенлоэ в результате боев потерял более 1000 солдат и офицеров и 11 орудий. 17 июля Сен-Сир продвинулся вперед за Нойштадт, а на левом фланге французская Мозельская армия заняла Кайзерслаутерн.

## Результаты
Эта победа дала французам контроль над горными перевалами через нижние Вогезы, но в конце концов битва оказалась напрасной. Позже, в конце июля, Мишо было приказано двинуться на запад, чтобы наступать на Трир. В середине сентября пруссаки атаковали ослабленные французские войска на северо-восточной границе и снова заняли Кайзерслаутерн. 